# 1799
Năm 1799 (MDCCXCIX) là một năm thường bắt đầu vào thứ ba theo lịch Gregory (hoặc năm thường bắt đầu vào thứ bảy theo lịch Julius chậm hơn 11 ngày).

## Sinh
- 21 tháng 3 – Nguyễn Phúc Tấn, tước phong Diên Khánh vương, hoàng tử con vua Gia Long (m. 1854).
- 3 tháng 5 – Nguyễn Phúc Phổ, tước phong Điện Bàn công, hoàng tử con vua Gia Long (m. 1860).
- 26 tháng 5 – Felipe Poey, nhà động vật học người Cuba (m. 1891).

6 tháng 6  - Aleksandr Sergeyevich Pushkin nhà thơ nổi tiếng người Nga (mất  1837)

## Mất
- 7 tháng 2 – Thanh Cao Tông Càn Long, vua nhà Thanh (s. 1711).
- 14 tháng 12 – George Washington (s. 1732).